# Collège Stanislas
Il Collège Stanislas è una scuola privata cattolica di Parigi, fondata nel 1804 dal sacerdote francese Claude Rosalie Liautard nel quartiere di Notre-Dame-des-Champs.
Nel 1822 prese il nome da Stanislao Leszczyński, bisnonno del re di Francia dell'epoca, Luigi XVIII.
L'istituto comprende scuole dell'infanzia, primaria, medie inferiori, professionali, liceali e offre corsi di grado preparatorio per l'ammissione alle Grande école.
Conta tra i suoi studenti Carlo Alberto di Savoia, Alfonso XII di Spagna, Jacques Cousteau, Christian Dior, Léon Foucault e Claude Simon.